# Dimoni

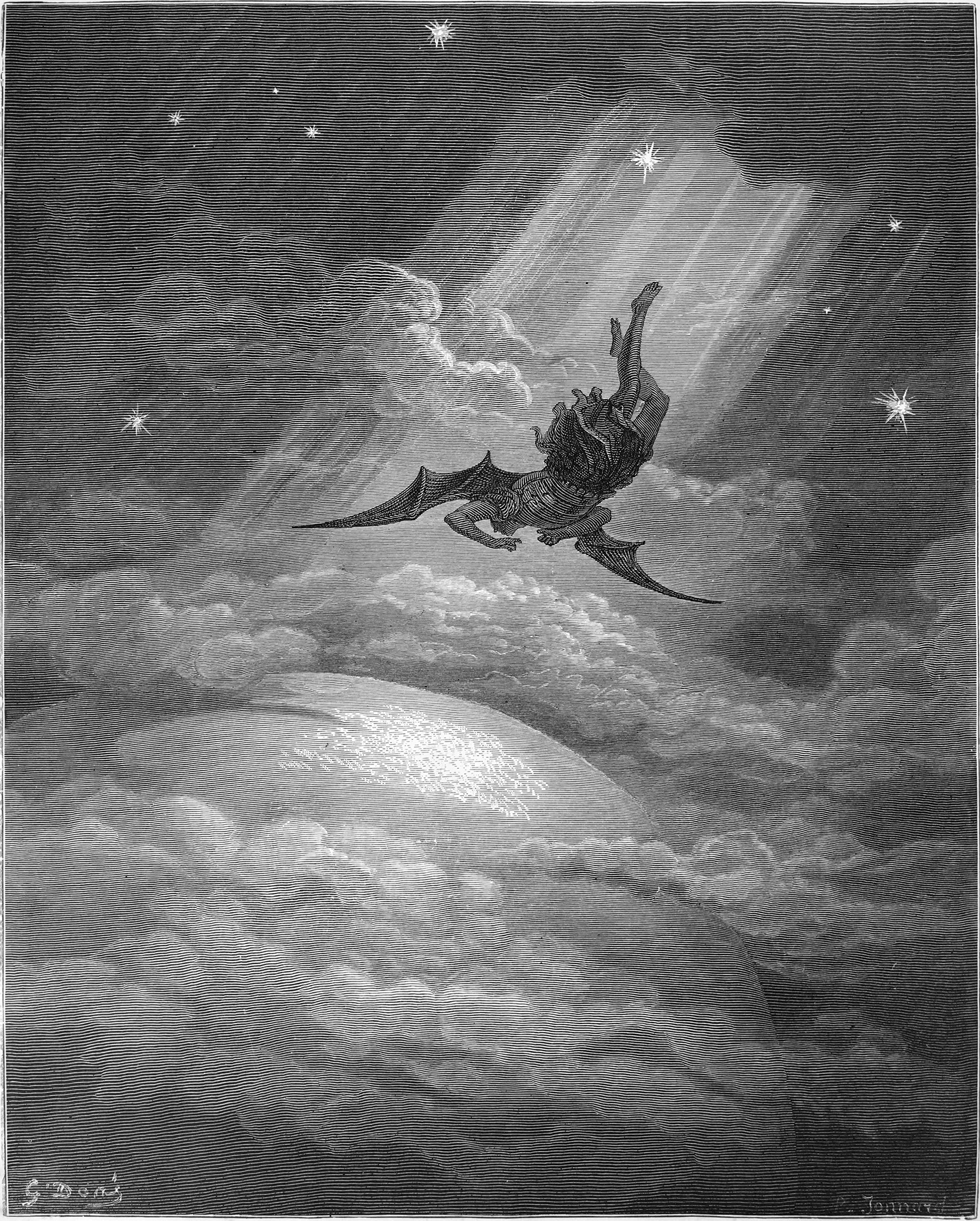
Expulsió de Satanàs del cel

Un dimoni és un esperit sobrenatural. Originàriament, la paraula ve del grec δαίμων, daimon, que designa un esperit molt savi, però no malèfic, contràriament a l'accepció que té en la majoria de cultures per influència religiosa. Més tard a Grècia s'utilitzà tant per a esperits malèfics com benèfics, com per exemple per a referir-se a l'esfinx, les harpies i Eurínome. Es troba present en quasi totes les religions del món.
Els estudis antropològics sobre les creences en dimonis conclouen que l'origen d'aquestes creences és la por instintiva cap a allò estrany i desconegut. Aquests estudis destaquen que la majoria de religions no tenen una figura demoníaca única que personifique el mal, sinó que es troba a les religions monoteistes.

## Els dimonis a les grans religions
La majoria de les religions anteriors al cristianisme incorporen un o més déus que personifiquen el mal.

### Grècia
S'utilitzà el terme dimoni per a referir-se inicialment als esperits dels morts que eren benignes i custodiaven a cada persona. Sòcrates en feia referència al seu. Més tard s'utilitzà el terme tant per als anteriors com per als déus amb poders semidivins i els terrorífics o malignes. S'utilitzaven conjurs màgics on els dimonis hi participaven.

### Egipte
El panteó egipci ofereix dues deïtats que personifiquen el mal o la part fosca. D'una banda Anubis, guia de les ànimes als inferns, que té els atributs que es troben al diable del cristianisme: és meitat bèstia i té cua. D'altra banda, Seth, una de les seves formes és la serp i que pot haver donat el seu color vermell a Satanàs. Alguns consideren que aquesta mateixa forma de Seth va ser presa pel judaisme i fou la serp que va temptar Eva donant lloc al pecat original.

### Mesopotàmia
La religió mesopotàmica és una de les primeres a representar l'univers en el camp de la batalla còsmica entre el bé i el mal. L'Epopeia de Gilgamesh, el text més antic conegut, ja marca la primera aparició d'un personatge malvat, Huwawa. Aquest monstre gegant és protector dels boscos de cedre en què Gilgamesh vol tallar la fusta. Gilgamesh mata el monstre, però no obté cap glòria i es veu castigat per Enlil, senyor del cel i el rei dels déus. Huwawa Els aspectes terrorífics d'Huwawa són el seu rugit que és com una tempesta, la seva boca que està en flames i el seu alè que és la mort.

### Pèrsia
Zaratustra substitueix a tots els déus del politeisme per dues entitats: una de beneficiosa, Ahura Mazda, déu de la llum que proporciona ordre, una de destructiva, Ahriman o Angra Mainyu. Creà la primera religió dualista entre dos poders iguals que projecten una visió del món en blanc i negre. Alguns seguidors de Zaratustra van reintroduir alguns dels antics déus i suggeriren que Ahriman estava subordinat a Ahura Mazda. Aquesta interpretació dona a déu el paper del benevolent i jutge principal i deixa que els dimonis temptin a la humanitat i només intervé com a últim recurs per evitar la victòria del mal. Aquesta noció de Judici Final és un component del cristianisme actual.
Ahriman és probablement el personatge que tingué major influència en el diable cristià. Veritable encarnació del poder del mal, competint amb el déu benèvol i és assistit per set grans dimonis.

### Religions del llibre
En les "religions del Llibre" (judaisme, cristianisme i islam), un dimoni és un esperit d'origen celestial, un àngel, que es va rebel·lar contra Déu i el seu pla diví seguint al dimoni Llucifer i, per tant, va ser expulsat dels cels a l'Infern. Són esperits que han esdevingut malignes i que se suposa que miren de temptar els humans per fer-los girar cap al Mal i fer que llurs ànimes es condemnin eternament i que pateixin els focs de l'Infern.
El diable és el nom amb què les religions judeocristianes identifiquen el principal enemic de Déu. El Llibre de l'Apocalipsi identifica com una sola persona; a Satanàs del Llibre de Job (Job 1:6-8), al Diable de l'evangeli de Mateu (Mateu 4:8-10), a la serp del Gènesi (Gènesi 3:1-5) i al gran drac d'Apocalipsi (Apocalipsi 12:9).
Al cristianisme es van concebre els déus pagans com a dimonis. A més que a l'Evangeli segons Sant Joan els dimonis són equiparats al món,la carn i les tenebres com a antítesi de Déu.
Durant l'Europa medieval es creia en un dimoni anomenat íncub o íncube que baix l'aparença d'un humà de sexe masculí tenia comerç carnal amb dones. Es van fer acusacions a persones que tenien tractes amb aquests dimonis i van ser jutjats per la Inquisició.

## Bruixeria
Alguns corrents de bruixeria moderna, en particular de Bruixeria Tradicional Europea, consideren que el Diable era una figura pagana que va ser assimilada a Satanàs en els primers segles del cristianisme i que és el nom arcaic d'una deïtat, i com a tal alguns ho utilitzen per al representant de la seva divinitat en context ritual, però són rigorosos a establir que no existeix cap relació fora de l'etimològica entre el seu Diable i el Diable cristià. Gerald B. Gardner, el fundador de la Wicca, fa esment d'aquest personatge denominat Diable o Devil en el seu llibre Witchcraft Today. (1951).

## Classificació dels dimonis

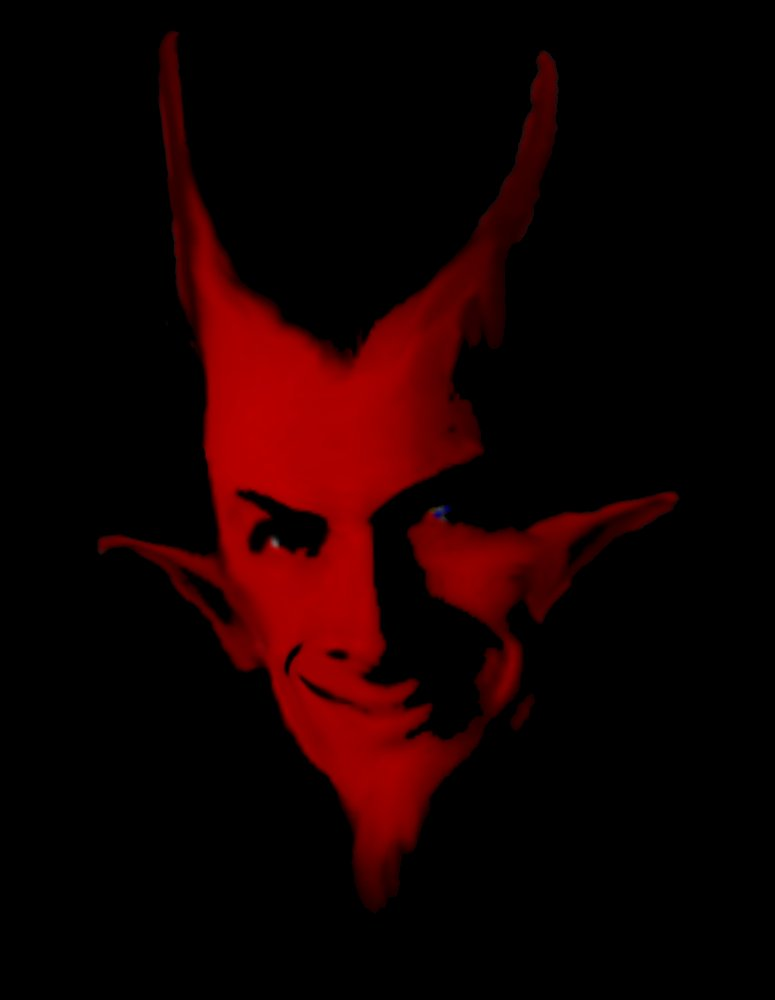
Representació típica de Satanàs

El cristianisme, i més concretament, el catolicisme, des de l'edat mitjana ha dedicat molt de temps a l'estudi dels dimonis, i n'ha elaborat llistes i classificacions, que van des de Satanàs fins als dimonis de menor categoria que farien tasques secundàries.
Peter Binsfeld, el 1589, va associar un dimoni a cada pecat mortal, seguint tradicions medievals. Així Llucifer seria el dimoni de l'orgull, Mammó el de la cobdícia, Asmodai o Asmodeu el de la luxúria, Satanàs el de la ira, Belzebú el de la gola, Leviatan el de l'enveja i Belfegor el de la desídia.
Sebastià Michaelis va escriure un tractat anomenat Història Admirable on dividia els dimonis en tres jerarquies diferents, seguint l'esquema dels àngels, de la qual eren un mirall invers.
La tradició del segle xvi creia que cada mes un dimoni prenia més força que els anteriors:
- Belial al gener
- Leviatan el febrer
- Satan el març
- Belfegor l'abril
- Llucifer el maig
- Berit al juny
- Belzebú al juliol
- Astarot a l'agost
- Tammuz al setembre
- Baal a l'octubre
- Asmodeu el novembre i
- Moloc el desembre

Una altra classificació té en compte el seu poder o capacitat, així es distingeix entre els íncubes, que actuen de nit; els que poden canviar de forma; els dimonis guerrers que solen anar en hosts infernals; els lligats a un lloc concret, sigui la casa o una clariana del bosc; els companys de les bruixes o familiars i altres menys comuns.
Els noms dels dimonis, en general, són déus o llocs babilonis (Babilònia era la ciutat pagana del pecat per excel·lència perquè els jueus hi van estar exiliats) o manlleus de monstres i genis mitològics, sobretot d'origen grecollatí i germànic. Un altre tractat posterior, el Clavicula Salomonis Regis, va ampliar notablement la nòmina de dimonis.